# 파우 가솔
파우 가솔 사에스(카탈루냐어: Pau Gasol Sáez, 1980년 7월 6일 ~ )는 스페인의 농구 선수로 포지션은 센터, 파워 포워드이다. 전 리가 ACB의 팀인 FC 바르셀로나 소속으로 뛰고 있다. 동생은 전 리가 LEB 바스켓 지로나의 센터 마르크 가솔이다.